# Zahy Tentehar
Zahy Tentehar, também conhecida como Zahy Guajajara, é ativista, artista plástica, diretora, cantora e atriz, nascida na Reserva Indígena Cana Brava, no Maranhão. Veio para o Rio de Janeiro aos 19 anos, onde começou se envolver com o ativismo indígena na Aldeia Maracaña, espaço ocupado por indígenas que anteriormente se encontrava o Museu do Índio. A partir de participações em manifestações com a demolição da Aldeia Maracaña, Zahy torna-se uma das líderes da ocupação entre 2006 e 2013.
Ao ir para o Rio de Janeiro teve contato mais próximo com as diferentes possibilidades de manifestar sua arte, e apesar de anteriormente não se imaginar como atriz, persistiu na carreira e se tornou a primeira indígena vencedora do Prêmio Shell de Teatro na categoria de Melhor Atriz.

## Obras

### Vídeo-Instalações
- Aiku’è zepé (Ainda r-existo), 2017: exposta no Museu de Arte de São Paulo Assis Chateaubriand (MASP) em 2021, é um projeto que surge para manifestar as inquietações que a artista sentia sobre o corpo e a mulher indígena;[5]
- Pytuhem: Uma carta em defesa dos guardiões da floresta (2020): exposta no Museu de Arte de São Paulo Assis Chateaubriand (MASP) em 2021, por meio de sua trajetória de vida, denúncia o que ocorre com seu povo, os Guardiões da Floresta, um povo Guajajara;[5]
- Karaiw a’e wà (2022): exposta no Museu de Arte Moderna do Rio Janeiro, obra busca rebater os esteriótipos e valorizar a epistemologia indígena;[6]

### Audiovisuais
- Curta: Semente Exterminadora (2017)[7]
- Minissérie: Dois Irmãos (2017)[8]
- Filme: Não devore meu coração (2017)[9]
- Série: Cidade Invisível (2021)[10]
- Especial de televisão: Falas da Terra (2024)[11]

### Peças
- Macunaíma – Uma rapsódia musical[12]
- Guerra em Iperoig (2020), Companhia de Teatro Mundana[13]
- Azira’i (2023 - último espetáculo até o momento fevereiro de 2025)[14]

## Prêmios
- Prêmio Shell de Teatro na categoria de Melhor Atriz de teatro em 2023 (por Azira'i)[3]